# Аглабиди
Аглабидите е арабска династия, управляваща емирата Ифрикия в Северна Африка в периода 800 – 909 г..
Аглабидите произхождат от племето Бану Тамим, което управлява редица провинции на Арабския халифат, в това число в Северна Африка. Държавата обхваща днешен Тунис, Северен Алжир и западна Либия.
Управниците от династията Аглабиди носят титлата емир и формално признават сюзеренитета на абасидските халифи, като фактически емиратът на Аглабидите със столица Кайруан бил независим.
Започвайки през 827 г., Аглабидите завоюват първо Сицилия, а по-късно и Калабрия. Династията Аглабиди пада от власт след шиитско въстание под предводителството на Фатимидите.